# Impatiens nyungwensis
Impatiens nyungwensis är en balsaminväxtart som beskrevs av Fischer, Dhetchuvi och Ntaganda. Impatiens nyungwensis ingår i släktet balsaminer, och familjen balsaminväxter. Inga underarter finns listade i Catalogue of Life.